# Geoffrey Jourdren
Geoffrey Jourdren (Parijs, 4 februari 1986) is een Frans voetballer die als doelman speelt. Hij kwam van 2006 tot 2017 uit voor Montpellier. Hij sloot zijn loopbaan in 2018 af bij AS Nancy.

## Clubcarrière

### Montpellier
Jourdren sloot zich op 16-jarige leeftijd aan bij Montpellier en speelt sinds 2006 bij het eerste elftal. Voordien speelde hij bij CS Meaux en het welbekende opleidingscentrum INF Clairefontaine, waar hij samen met onder andere Hatem Ben Arfa en Abou Diaby werd gevormd tot profvoetballer. Aan het einde van het seizoen 2006/07 debuteerde hij in het eerste elftal als vervanger van Laurent Pionnier. Hij bleef eerste keus tot de start van het seizoen 2008/09, toen hij werd gepasseerd door Johann Carrasso.
Jourdren knokte zich na de promotie van Montpellier naar de Ligue 1 terug in de basis. De club was de verrassing van het seizoen 2009/10 en eindigde op de vijfde plaats. Het volgende seizoen speelde de doelman zijn eerste internationale wedstrijden in de Europa League. In 2012 won hij de Ligue 1 met Montpellier. Het volgende seizoen volgde zijn debuut in de Champions League.
De doelman kwam in het seizoen 2015/16 nauwelijks in actie vanwege blessureleed. Het volgende seizoen verloor hij langzaam maar zeker zijn basisplaats. In 2017 verliet hij Montpellier na elf jaar.

### AS Nancy
Op 11 juni 2017 tekende Jourdren bij AS Nancy. Ruim een jaar later hangt hij zijn keepershandschoenen aan de wilgen.

## Interlandcarrière
Jourdren kwam achtmaal uit voor Frankrijk -21. Hij speelde voor diverse Franse jeugdelftallen maar moest meestal zijn meerdere erkennen in leeftijdsgenoot Hugo Lloris, huidig nummer één van Les Bleus.

## Erelijst

### Club
Montpellier
- Ligue 1: 2011/12